# Mémoires du Muséum National d'Histoire Naturelle
Mémoires du Muséum National d'Histoire Naturelle (abreviado Mém. Mus. Natl. Hist. Nat.) fue una revista ilustrada con descripciones botánicas que fue editada en Francia. Se publicaron 30 números en los años 1950-1950. Fue reemplazada por Mémoires du Muséum National d'Histoire Naturelle. Nouvelle Série. Série B, Botanique